# La Soledad, San Juan Lalana
La Soledad är en ort i Mexiko.   Den ligger i kommunen San Juan Lalana och delstaten Oaxaca, i den sydöstra delen av landet, 400 km sydost om huvudstaden Mexico City. La Soledad ligger 201 meter över havet och antalet invånare är 139.
Terrängen runt La Soledad är kuperad västerut, men österut är den platt. Runt La Soledad är det glesbefolkat, med 12 invånare per kvadratkilometer. Närmaste större samhälle är San José Río Manzo, 17,9 km norr om La Soledad. I omgivningarna runt La Soledad växer huvudsakligen savannskog.